# Bazanaj
Bazanaj (persiska: بزنج) är en ort i Iran.   Den ligger i provinsen Nordkhorasan, i den nordöstra delen av landet, 600 km öster om huvudstaden Teheran. Bazanaj ligger 1 193 meter över havet och antalet invånare är 578.
Terrängen runt Bazanaj är platt åt sydväst, men åt nordost är den kuperad.Runt Bazanaj är det ganska glesbefolkat, med 30 invånare per kvadratkilometer. Närmaste större samhälle är Esfarāyen, 6,1 km öster om Bazanaj. Omgivningarna runt Bazanaj är i huvudsak ett öppet busklandskap.